# Świerzowa Polska
Świerzowa Polska is een plaats in het Poolse district  Krośnieński (Subkarpaten), woiwodschap Subkarpaten. De plaats maakt deel uit van de gemeente Chorkówka en telt 2076 inwoners.